# Luca Garri
Luca Garri (nacido el 03 de enero de 1982 (43 años) en Asti, Italia)  es un jugador italiano de baloncesto. Con 2.06 de estatura, juega en la posición de ala-pívot.

## Equipos
- 1999-2000 Montecatini S.C.
- 2000-2004 Basket Livorno
- 2004-2005 Virtus Roma
- 2005-2006 Pallacanestro Biella
- 2006-2007 Virtus Roma
- 2007-2008 Virtus Bologna
- 2008-2010 Pallacanestro Biella
- 2010-2011 Juvecaserta Basket
- 2011-2012 Cimberio Varese
- 2012-2013 Aquila Basket Trento
- 2013-2014 Basket Ferentino
- 2014-2015 Basket Barcellona
- 2015-  Derthona Basket